# Zusters van den Heiligen Joseph

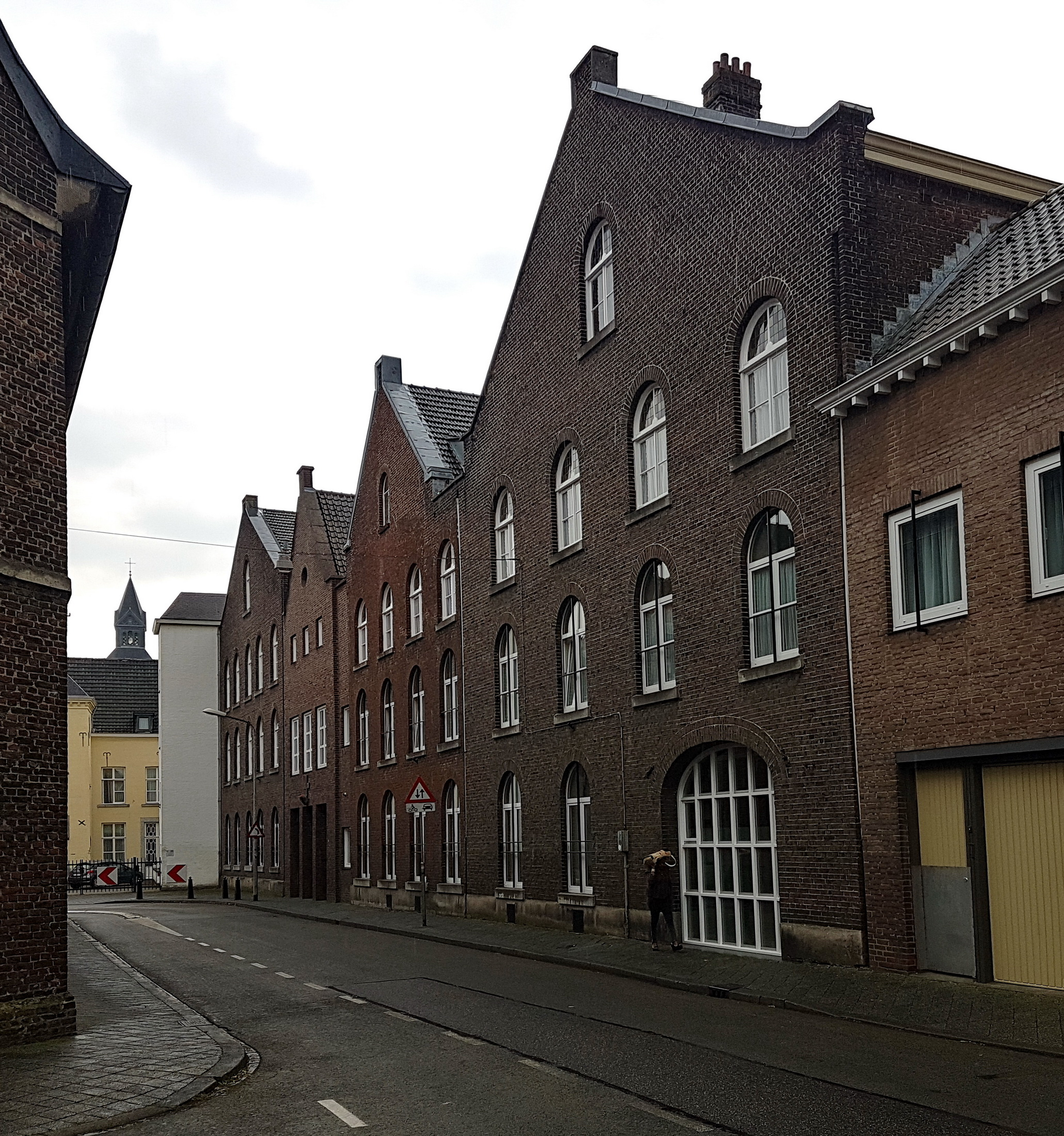
Het klooster aan de Kommel (2017)

De Zusters van den Heiligen Joseph vormen een rooms-katholieke kloostergemeenschap, die in 1853 in de Nederlandse stad Maastricht is gesticht en zich tot 1990 bezighield met kinderopvang. Het klooster van de zusters (het enige van de gemeenschap) ligt aan de Kommel in het centrum van Maastricht. Omstreeks 1990 gaven de overgebleven leden van de gemeenschap een deel van het klooster over aan de Gemeenschap van de gekruisigde en verrezen Liefde.

## Geschiedenis
Initiatiefneemster voor de kloosterstichting was in 1853 de 31-jarige Catharina Bastiaens (1822-1893). Haar vriendin, de 35-jarige Julie Stinglhamber (1818-1900) maakte de stichting financieel mogelijk. Stinglhamber [uitspraak: Stenglambèr) stamde uit een gefortuneerde familie en
had tien jaar eerder met Bastiaens al deel uitgemaakt van een groepje jonge vrouwen, dat een bewaarschooltje runde in de Jodenstraat. Dat schooltje was een initiatief van de priester en kloosterstichter Louis Rutten. Het opende op 23 juli 1843 tegenover het geboortehuis van de stichter en werd door hem uit eigen middelen gefinancierd. In 1850 wist Rutten, die een meer permanente regeling voor zijn initiatief zocht, voor de leiding van dit schooltje twee zusters van de congregatie van Ursulinen van Tildonk in België aan te trekken. Zij stichtten een kloostertje in het huis van Rutten, tegenover het bewaarschooltje. Momenteel is in dit pand en de achterliggende Kapel van de Sint-Vincentiusvereniging het Drukkunstmuseum gevestigd. Met de komst van de ursulinen kwam er een einde aan de werkzaamheid van het lekenpersoneel: Julie Stinglamber, de onderwijzeres Adèle Claereboets, Catharina (Trinette) Bastiaens en Antoinette Rutten moesten een andere invulling geven aan hun leven. Adèle Claereboets trad in bij de ursulinen, Antoinette Rutten, een zus van Louis Rutten, kreeg bezigheden binnen de andere, door haar broer ontplooide activiteiten. Julie en Trinette vestigden enige tijd een kleuteropvang aan huis in de Capucijnenstraat, maar leden onder het ruimtegebrek.
In 1853 kwam het op 1 mei tot de stichting van de congregatie aan de Kommel 29, met als eerste overste Catharina Bastiaens, van wie ook twee zussen intraden. De kloosterregel werd opgesteld onder begeleiding van een pater jezuïet. De bisschop van Roermond stelde kapelaan Van der Linden van de Sint-Mathijsparochie aan als geestelijk directeur. Allen moesten immers als postulant beginnen en het kloosterleven nog leren. Eerst na het doorlopen van drie proefjaren werden zij volwaardig kloosterzuster. In 1854 trad ook Julie Stinglhamber in. Zij zou in 1865 na Bastiaens de tweede moeder-overste worden (tot 1895).
De kleding van de zusters bestond uit een bruin habijt, een witte kap met zwarte sluier en een blauw scapulier. Hoewel de zusters zich de opvoeding van arme en verlaten kinderen tot taak hadden gesteld, botste dat na enige tijd in de praktijk met hun uiteindelijke, strenge kloosterregel. Deze werd opgesteld door de jezuïet pater Metz, die conform zijn eigen kloosterorde persoonlijke heiliging boven maatschappelijke dienstbaarheid stelde. Desondanks hebben de Zusters van den Heiligen Joseph zich bijna 140 jaar gegeven aan de opvang van kinderen. Om een en ander te financieren was de congregatie afhankelijk van giften, maar van 1890 tot 1970 dreven de zusters tevens een hostiebakkerij. In Maastricht is 'De Kommel' bijna dertig jaar na sluiting nog altijd een begrip. Zowel jongens als meisjes vonden er onderdak en onderwijs, kinderen die om uiteenlopende redenen tijdelijk, of permanent niet thuis konden wonen, bijvoorbeeld omdat moeder in een verpleeghuis lag en vader het kroostrijke, jonge gezin niet kon beredderen. Niet alleen particulieren konden hier echter tijdelijk met hun kinderen terecht. In de tweede helft van de twintigste eeuw kreeg de instelling steeds vaker de zorg voor pupillen die door rechtbank of kinderbescherming uit huis waren geplaatst. Omdat het aantal nog werkende zusters steeds verder afnam, is in 1990 de kinderopvang gestaakt.
In 1989 boden de tien overgebleven zusters hun klooster aan de Kommel aan de bisschop van Roermond mgr. Joannes Gijsen aan, "voor iets nieuws". De bisschop bracht de zusters in contact met de priester Bartholomé van Oudheusden en de uit Beieren afkomstige zuster Rita Aichele (zuster Rita-Maria). Daaruit kwam het Evangelisatiecentrum "De Kommel" voort, een gemeenschap van apostolisch leven, die onderdeel is van de katholieke charismatische vernieuwing. Het is niet duidelijk of de twee overgebleven zusters (in 2000) van de oorspronkelijke kloostergemeenschap deel uitmaken van deze nieuwe gemeenschap.